# John Dalrymple, 2. Earl of Stair

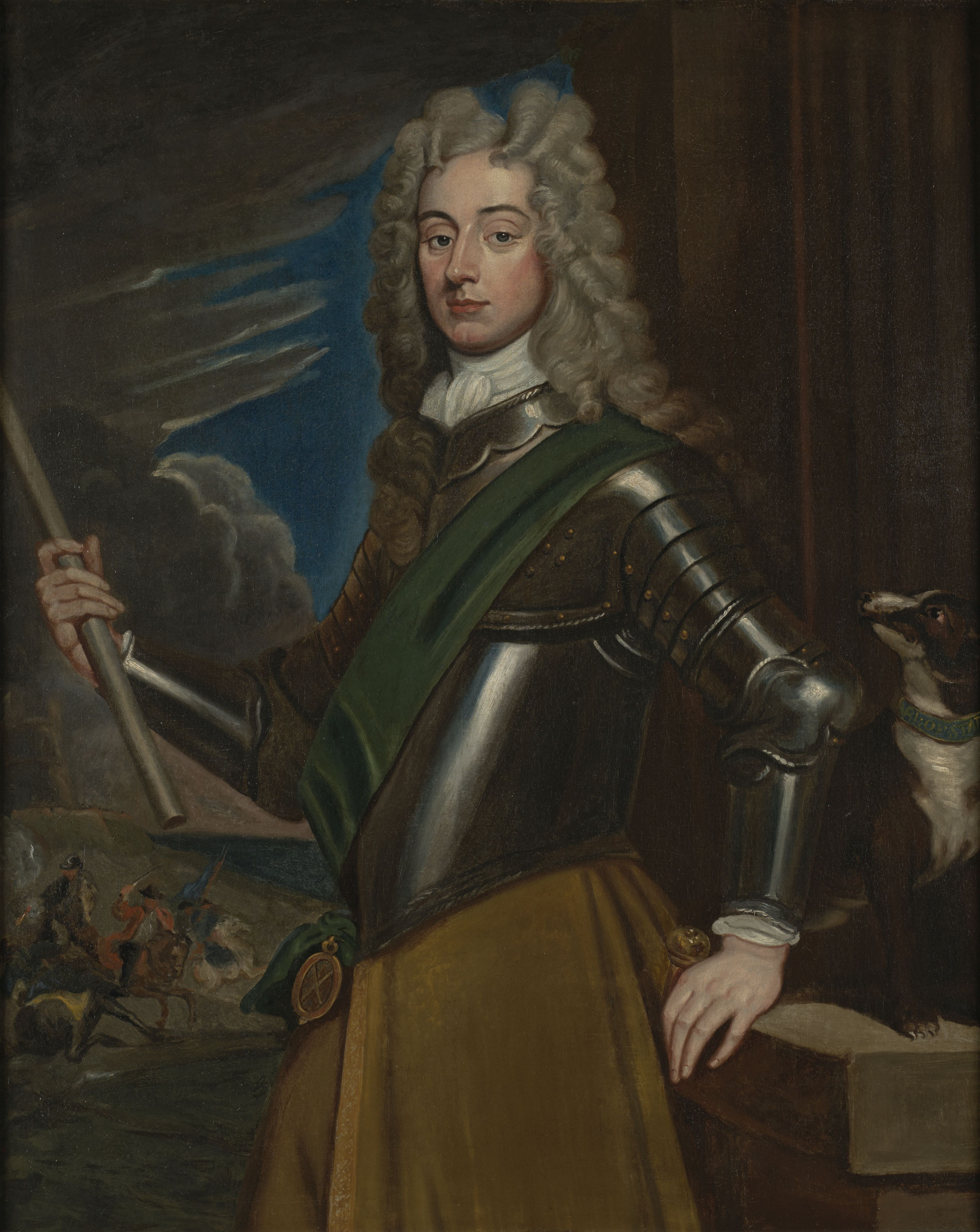
John Dalrymple, 2. Earl of Stair

John Dalrymple, 2. Earl of Stair KT PC (* 20. Juli 1673 in Edinburgh, Schottland; † 9. Mai 1747 ebenda) war ein schottisch-britischer Feldmarschall und Diplomat.

## Militärische Karriere
Der Junge wurde in Edinburgh als zweitältester Sohn von John Dalrymple, 1. Earl of Stair und Elizabeth Dundas geboren. Sein älterer Bruder erreichte das Erwachsenenalter nicht. John Dalrymple verbrachte seine früheren Jahre vor allem in den Niederlanden und studierte an der Universität Leiden. Als im Jahre 1689 William III. König von Schottland wurde, kehrte er nach Schottland zurück. Er nahm als Freiwilliger im Earl of Angus’s Regiment am Pfälzischen Erbfolgekrieg teil und kämpfte insbesondere 1692 in der Schlacht bei Steenkerke. Im Spanischen Erbfolgekrieg wurde er 1702 Lieutenant-Colonel der 3rd Foot Guards. Im Januar 1706 wurde er Colonel des Earl of Angus’s Regiment, im Mai 1706 befehligte er eine Brigade in der Schlacht bei Ramillies, im Juni 1706 wurde er zum Brigadier-General befördert und im Juli 1706 zum Colonel des 2nd Regiment of Dragoons (Grey Dragoons) ernannt.
Am 8. Januar 1707 starb Dalrymples Vater, der sich als Commissioner des Parliament of Scotland an der Verhandlung des Act of Union 1707 beteiligt hatte, mit dem Schottland und England zu einer politischen Union wurden. Als ältester lebender Sohn erbte John den Titel des 2. Earl of Stair und wurde im selben Jahr als Representative Peer ins House of Lords des neu gebildeten Parliament of Great Britain gewählt.
Dalrymple befehligte eine Brigade während der Belagerung von Lille und dann bei der Schlacht bei Malplaquet. Im Januar 1709 wurde er zum Major-General befördert. Er wurde Assistent von John Churchill, 1. Duke of Marlborough und reiste in dessen Auftrag im Winter 1709/10 als Gesandter nach Polen zu Augustus II. Zurück an der Front nahm er im April 1710 an der Belagerung von Douai teil, wurde im Juni 1710 zum Lieutenant-General befördert und im selben Jahr als Knight Companion des Distelorden ausgezeichnet. Im Jahre 1712 wurde er für seine militärischen Erfolge in Flandern zum General befördert. Von 1715 bis 1734 und erneut von 1743 bis 1745 amtierte er als Colonel des 6th Regiment of Dragoons.

## Diplomatische Karriere
Nach der Inthronisation George I. entsandte dieser Dalrymple als Botschafter nach Paris. Laut Louis de Rouvroy, Duc de Saint-Simon begann seine Zeit als Botschafter schlecht. Ludwig XIV. fasste eine sofortige Abneigung ihm gegenüber und weigerte sich, ihn zu treffen oder ihn seine Minister treffen zu lassen. Stair, im Hinblick auf das Alter des Königs und dessen schlechten Gesundheitszustand, wartete auf die Wendung der Situation, und nach Louis Tod etablierten sich schnell freundschaftliche Beziehungen zum neuen Regime, die den Weg ebneten für den 1717 geschlossenen Dreibund (Triple Alliance) zwischen Niederlande, Frankreich und Großbritannien. Fünf Jahre lang, in den 1710er Jahren, verhinderten seine Spione effektiv verschiedene „Intrigen“ durch die Jakobiten. Im Jahre 1729 wurde er Vizeadmiral von Schottland, verlor aber die Position wieder im Jahre 1733, vor allem wegen seiner Opposition gegen den Excise Bill von 1733 unterstützt durch Premierminister Robert Walpole. Nachdem Walpole 1742 aus dem Amt geschieden war, wurde Dalrymple zum Field Marshal befördert und kommandierte die Pragmatic Army, die die hannoveranischen und österreichischen Truppen in ihrem Kampf für Maria Theresia und die Pragmatische Sanktion von 1713 im österreichischen Erbfolgekrieg unterstützen sollte. Er führte die Verbündeten in der Schlacht bei Dettingen zum Sieg.

## Charakter
Winston Churchill nannte ihn einen der fähigsten Botschafter Großbritanniens, der jemals nach Paris geschickt wurde. Der Duc de Saint-Simon, der Stair persönlich kannte, beschrieb ihn als einen Mann von großen Fähigkeiten und Intelligenz, aber tückisch, hinterhältig, unglaubwürdig und arrogant.

## Familie
Er heiratete Lady Eleanor Campbell, die Tochter des 2. Earl of Loudoun, hatte aber keine Kinder. Er verfügte, dass nach seinem Tod seine Adelstitel an den Erben seiner Ländereien, seinen Neffen John Dalrymple († 1789), den Sohn seines Bruders George Dalrymple († 1744), gehen sollen, aber das House of Lords entschied, dass das Recht, einen Titelerben zu ernennen, erloschen sei. Somit gingen seine Adelstitel an den gesetzlichen Erben, seinen Neffen James Dalrymple als 3. Earl of Stair, einen Sohn seines Bruders William Dalrymple († 1744). Nach dem Tod James Dalrymples 1760 und dessen Bruders William Dalrymple-Crichton 1768 fielen die Titel schließlich doch John Dalrymple als 5. Earl of Stair zu.